# 普瓦捷站
普瓦捷站，是法国的一个铁路车站，位于法国西部城市普瓦捷，是这一地区的一个铁路枢纽车站。

## 车站结构
普瓦捷站最初建于19世纪中期，后经历了多次改建。现有的普瓦捷站建于20世纪90年代，其外部为透明玻璃外墙，是一座现代化的建筑。
普瓦捷站共有4个站台，其中靠近站房的为侧式站台，对应的车道编号为41和43，专门用于始发和到达前往利摩日方向的TER列车；另外3个站台则均为岛式站台，需要通过地下通道前往。
在2013年底以前，普瓦捷站还停靠往返于巴黎和马德里之间的Talgo列车。

## 车站位置
普瓦捷站位于普瓦捷市区的西部。车站大致呈南北走向，开口朝东。站址位于巴黎－波尔多铁路336.56公里处，距离图尔大约101公里。普瓦捷－拉罗谢尔铁路和普瓦捷－利摩日铁路均从普瓦捷站以南大约4公里的圣贝讷瓦附近引出。
法国高速铁路南欧-大西洋线图尔-波尔多段经过普瓦捷附近，并可通过联络线连接普瓦捷站。

## 本站可直达城市
为方便阅读，可到达的城市按照城市法语名的首字母顺序排序，粗体字为省会城市，划线的城市仅周末或特定时段才能直达。中文名称非官方正式翻译，仅供参考。

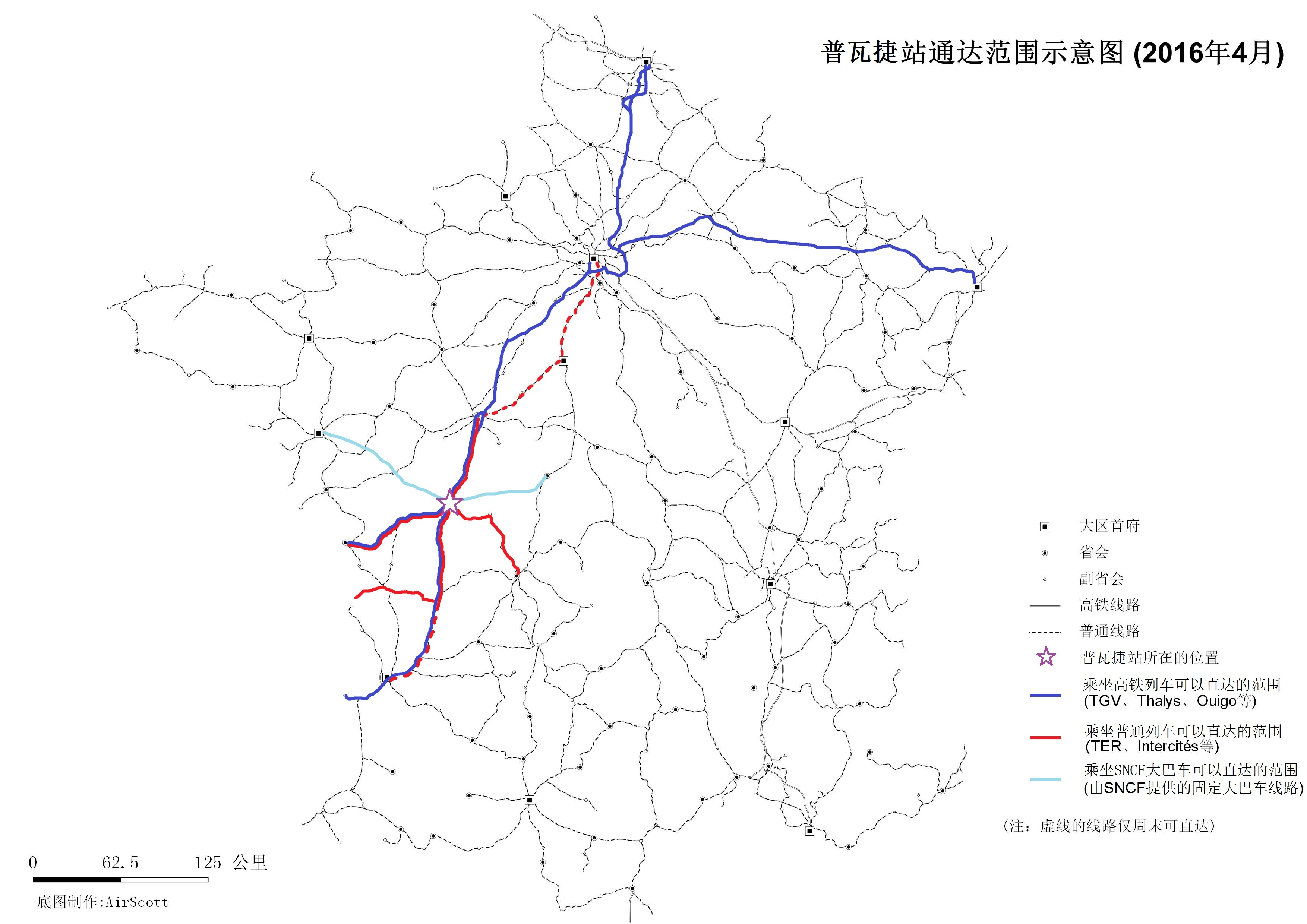
普瓦捷站通达范围示意图（2016年4月）

昂谢（Anché）、昂古莱姆（Angoulême）、阿卡雄（Arcachon）、阿拉斯（Arras）、比加诺斯（Biganos）、博蒙（Beaumont）、贝拉克（Bellac）、波尔多（Bordeaux）、普瓦图地区沙斯讷伊（Chasseneuil-du-Poitou）、夏朗德河畔新堡（Châteauneuf-sur-Charente）、沙泰勒罗（Châtellerault）、谢西（Chessy）、干邑（Cognac）、当热圣罗曼（Dangé-Saint-Romain）、迪赛（Dissay）、杜埃（Douai）、莱索布赖（奥尔良）（Fleury-les-Aubrais （Orléans））、伊特伊（Iteuil）、雅纳克（Jarnac）、若奈-克朗（Jaunay-Clan）、拉克雷什（La Crèche）、拉罗谢尔（La Rochelle）、拉蒂圣雷米（Lathus-Saint-Rémy）、勒多拉（Le Dorat）、莱索尔姆（Les Ormes）、利布尔讷（Libourne）、利居热（Ligugé）、里尔（Lille）、利摩日（Limoges）、吕西尼昂（Lusignan）、吕萨克堡（Lussac-les-Châteaux）、吕克塞（Luxé）、马耶（Maillé）、马西（Massy）、米尼亚卢-博瓦尔（Mignaloux-Beauvoir）、蒙莫里永（Montmorillon）、蒙镇（Monts）、楠特雷（Naintré）、楠蒂亚（Nantiat）、尼约勒（Nieul）、尼奥尔（Niort）、图赖讷地区努瓦扬（Noyant-de-Touraine）、庞普鲁（Pamproux）、巴黎（Paris）、佩里亚克（Peyrilhac）、皮勒港（Port-de-Piles）、普兰-代朗松（Prin-Deyrançon）、兰斯（Reims）、鲁耶（Rouillé）、鲁瓦扬（Royan）、吕费克（Ruffec）、圣迈克桑莱科勒（Saint-Maixent-l'École）、圣皮耶尔德科尔（Saint-Pierre-des-Corps）、圣萨维奥勒（Saint-Saviol）、圣埃阿娜（Sainte-Eanne）、桑特（Saintes）、索容（Saujon）、斯特拉斯堡（Strasbourg）、叙热尔（Surgères）、图尔（Tours）、维勒佩尔迪（Villeperdue）、维沃讷（Vivonne）

## 停靠线路
以下列车线路在普瓦捷站停靠：
| 普瓦捷站列车线路表     |                     |                                  |                       |              |
| 线路                   | 车种                | 上一站                           | 下一站                | 大致运行频率 |
| 巴黎—波尔多            | TGV                 | 巴黎/圣皮埃尔德科尔              | 昂古莱姆/波尔多圣让   | 每天6趟左右  |
| 巴黎—阿尔卡雄          | TGV                 | 圣皮埃尔德科尔                   | 昂古莱姆              | 每天2趟左右  |
| 巴黎—拉罗谢尔          | TGV                 | 巴黎/圣皮埃尔德科尔              | 圣迈克桑莱科勒/尼奥尔 | 每天8趟左右  |
| 巴黎—普瓦捷            | TGV                 | 圣皮埃尔德科尔/沙泰勒罗/观测未来 | （终点）              | 每天5趟左右  |
| 里尔欧洲/佛兰德—波尔多 | TGV                 | 圣皮埃尔德科尔                   | 昂古莱姆              | 每天4趟左右  |
| 斯特拉斯堡—波尔多      | TGV                 | 圣皮埃尔德科尔                   | 昂古莱姆              | 每天4趟左右  |
| 图尔宽/巴黎—波尔多     | Ouigo               | 圣皮埃尔德科尔                   | 昂古莱姆              | 每天3趟左右  |
| 巴黎—波尔多            | INTERCITÉS 100% éco | 圣皮埃尔德科尔                   | 昂古莱姆              | 每周2趟      |
| 图尔—普瓦捷            | TER                 | 观测未来公园/沙斯讷伊            | （终点）              | 每天5趟左右  |
| 沙泰勒罗—普瓦捷        | TER                 | 沙斯讷伊                         | （终点）              | 每天5趟左右  |
| 图尔/沙泰勒罗—拉罗谢尔 | TER                 | 沙斯讷伊                         | 吕西尼昂              | 每天1趟      |
| 普瓦捷—拉罗谢尔        | TER                 | （起点）                         | 吕西尼昂              | 每天8趟左右  |
| 普瓦捷—尼奥尔          | TER                 | （起点）                         | 吕西尼昂              | 每天1趟      |
| 普瓦捷—昂古莱姆        | TER                 | （起点）                         | 利居热/维沃讷         | 每天4趟左右  |
| 普瓦捷—桑特/鲁瓦扬     | TER                 | （起点）                         | 维沃讷                | 每天1~2趟    |
| 沙泰勒罗/普瓦捷—波尔多 | TER                 | （起点）                         | 利居热/维沃讷         | 每天3趟左右  |
| 普瓦捷—利摩日          | TER                 | （起点）                         | 米尼亚卢/吕萨克堡     | 每天9趟左右  |
| 拉罗谢尔—利摩日        | TER                 | 吕西尼昂                         | 米尼亚卢              | 每天2趟      |
| 1. 2. 3.               |                     |                                  |                       |              |

## 配套交通

### 长途客车
| 停靠普瓦捷站的大巴车          |                  | |
| 上下车地点                    | 运营单位         | 主要线路及目的地 |
| 普瓦捷汽车站 （普瓦捷站北侧） | Flixbus          | - 巴黎、图尔、波尔多、巴约讷、毕尔巴鄂、马德里 - 巴黎、拉罗谢尔 - 南特、绍莱、利摩日、布里夫拉盖亚尔德、图卢兹 |
| 普瓦捷汽车站 （普瓦捷站北侧） | Isilines         | 巴黎、图尔、波尔多 |
| 普瓦捷汽车站 （普瓦捷站北侧） | Ouibus           | - 巴黎、波尔多 - 巴黎、拉罗谢尔 |
| 普瓦捷汽车站 （普瓦捷站北侧） | 维埃纳省城际客运 | - L100线：迪赛、楠特雷、沙泰勒罗 - L101线：圣乔治莱巴亚若、迪赛、博讷伊马图尔 - L102线：博讷、阿尔希尼 - L103线：塞夫尔-昂克索蒙、雅德尔、绍维尼、勒布朗 - L104线：普耶 - L106线：让赛 - L107线：维沃讷、库埃 - L110线：米尔博、卢丹 - L111线：朗克卢瓦特尔 |
| 普瓦捷汽车站 （普瓦捷站北侧） | SNCF Car TER     | - 帕尔特奈、布雷叙尔、绍莱、南特 - 勒布朗、沙托鲁 - 当某条铁路线施工或罢工时，SNCF可能也会提供途径该线路沿途站点的大巴车 |
| 1. 2. 3. 4.                   |                  | |

### 城市公共交通
普瓦捷站直接对应的公交车站有两个，一个是火车站-阿夏尔桥站（Gare SNCF (Pont Achard)），位于车站正门南侧；一个是火车站-大鹿站（Gare SNCF (Grand Cerf)），位于车站正门。两站间距离仅100米。
此外，车站北侧的莱昂布吕穆高架桥（Viaduc Léon-Blum）和车站东侧的索勒费里诺大街（Boulevard Solférino）上也都有公交车站，分别名叫火车站-莱昂布吕穆站（Gare SNCF (Léon-Blum)）和火车站进站通道站（Passerelle Accès SNCF），这两个站距离普瓦捷站距离均在300米以内。
以下为普瓦捷站附近的公交线路信息。需要注意的是，"火车站进站通道站"仅在进站的方向单向设站。
1. 经停火车站-阿夏尔桥站（Gare SNCF (Pont Achard)）的公交线路：
- 普瓦捷公交3路
- 普瓦捷公交12路
- 普瓦捷公交17路
- 普瓦捷公交24路
- 普瓦捷公交25路
- 普瓦捷公交29路
- 普瓦捷公交31E路

2. 经停火车站-大鹿站（Gare SNCF (Grand Cerf)）的公交线路：
- 普瓦捷公交1E路
- 普瓦捷公交2路
- 普瓦捷公交13路
- 普瓦捷公交21路
- 普瓦捷公交31E路

3. 经停火车站-莱昂布吕穆站（Gare SNCF (Léon-Blum)）的公交线路：
- 普瓦捷公交1路
- 普瓦捷公交11路
- 普瓦捷公交16路

4. 经停火车站进站通道站（Passerelle Accès SNCF）的公交线路（进站方向单向停靠）：
- 普瓦捷公交1E路
- 普瓦捷公交2路
- 普瓦捷公交3路
- 普瓦捷公交12路
- 普瓦捷公交13路
- 普瓦捷公交17路
- 普瓦捷公交21路
- 普瓦捷公交24路
- 普瓦捷公交25路
- 普瓦捷公交29路

### 社会车辆
中文站名门口设有社会车辆停车场。

## 临近车站
| 普瓦捷站（Gare de Poitiers）   |                      |                            |
| 上行车站                       | 线路                 | 下行车站                   |
| 沙斯讷伊站 8.4km ←             | 巴黎－波尔多铁路     | 利居热站 → 7.3km           |
| （起点）                       | 普瓦捷－拉罗谢尔铁路 | 吕西尼昂站 → 25.9km        |
| （起点）                       | 普瓦捷－利摩日铁路   | 米尼亚卢-努瓦耶站 → 11.2km |
| - 本表仅显示运营中的线路及车站 |                      |                            |